# Стара Торопа
Стара́ Торо́па (рос. Старая Торопа) — селище міського типу в Західнодвінському районі Тверської області Росії.
Утворює муніципальне утворення селище Стара Торопа зі статусом міського поселення як єдиний населений пункт у його складі.
Розташоване на Валдайській височини, на річці Торопа (притока Західної Двіни), в 297 км на захід від Твері, в 24 км від міста Західна Двіна. Залізнична станція на лінії Москва—Рига (до Великих Лук — 70 км).

## Історія
Виникло в 1870 як пристанційне селище при будівництві Віндаво-Рибінської залізниці. Статус селища міського типу — з 1974.

## Економіка
Підприємства лісової промисловості.

## Пам'ятки
Меморіальний комплекс на місці, де в 1941—1943 знаходився табір радянських військовополонених, братські могили і братське кладовище полеглих в Великій Вітчизняній війні і померлих від ран в госпіталях.
Поблизу селища, поруч з селом Романово — археологічний комплекс (стоянки 5 тисяч років до н. е., курганна група 1 тисячі років до н. е., селище XI—XIII століть).

## Відомі уродженці і жителі
- Олександр Пщелко — білоруський і російський прозаїк, публіцист, етнограф.

## Згадки в літературі
- Згадується (як «село Стара Торопа») в романі «Вир» українського письменника Г. М. Тютюнника. Тимко Вихор, один з героїв роману, бере в селі «язика», а потім знищує кулеметну обслугу під час штурму, за що пізніше отримує медаль «За відвагу».